# Лаланд 21185 b
Лаланд 21185 b (GJ 411b) — экзопланета на орбите красного карлика Лаланд 21185. Находится на расстоянии приблизительно 8 световых лет (около 2,55 парсек) от Солнца. GJ 411 b — Суперземля. Ее масса составляет 2,69 массы Земли, она совершает полный оборот вокруг своей звезды за 12,9 дня и находится на расстоянии 0,07879 а. е. от нее. О открытии экзопланеты было объявлено в 2019 году. Температура GJ 411b оценивается 370 K.

## Характеристики

### Масса и радиус
Масса экзопланеты оценивается в 2,69 масс Земли, а радиус в 1,45 радиусов Земли. При этом, со временем, масса планеты уточнялась в меньшую сторону (с 2,99 до 2,69 масс Земли).

### Родительская звезда
Лаланд 21185 — одиночная звезда в созвездии Большой Медведицы на расстоянии приблизительно 8 световых лет (около 2,55 парсек) от Солнца. Видимая звёздная величина звезды — +7,49m. Возраст звезды оценивается как около 7,5 млрд лет. Это красный карлик спектрального класса M1,5V, или M2, или M3, или M4, или Mb. Масса — около 0,393 солнечной, радиус — около 0,395 солнечного. Эффективная температура — около 3511 К.

## Открытие
Ее открытие было сделано международной группой ученых благодаря спектографу SOPHI, установленному на 193-сантиметровом телескопе в Обсерватории Верхнего Прованса. Он дал позволил зафиксировать «очень незначительные движения звезды» GJ411.

## Возможность жизни
Оцениваемая температура поверхности GJ 411b слишком большая для того, чтобы при околоземной атмосфере там существовала вода в жидком состоянии. Это говорит о том, что на ней маловероятная жизнь, подобная земной.